# Castell de Fa'side
El castell de Fa'side (també escrit Falside o Fawside) és un castell del segle XV-XVI, que es troba a la regió de Lothian, Escòcia.
El castell és aproximadament 2 milles (3.2 km) al sud-oest de Tranent, i 2 milles (3.2 km) al sud-est de Musselburgh. L'edifici va ser restaurat a la dècada de 1980 i ara està protegit com a edifici catalogat de categoria B.
El nom data de l'any 1189, quan els monjos de l'Abadia de Newbattle van concedir a Saer de Quincy, el primer comte de Winchester permís per construir el castell. Va estar en possessió d'Alan la Zouche, 1er Baró de la Zouche d'Ashby, fill de Roger de Quincy, 2n comte de Winchester, en nom de la seva esposa, quan va ser assetjada per William the Hardy, Lord of Douglas Sir William Douglas, en 1288. La terra es va lliurar a Robert Bruce després que la família De Quincy declarés la seva lleialtat a Eduard I d'Anglaterra. de Anglaterra. Bruce va concedir les terres a la família Seton.
Els Fawsydes van adquirir terrenys a la zona des dels Setons l'any 1371. La primera part de l'edifici actual va ser construïda pels Fawsydes al segle xv.
El castell va ser incendiat pels anglesos abans de la Batalla de Pinkie Cleugh, que va ser tenir lloc prop del 10 de setembre de 1547, asfixiant o cremant tots aquells a l'interior. Maria, Reina dels escocesos va deixar Fa'side el matí del 15 de juny de 1567 per a la Batalla de Carberry Hill. Ella es va disfressar amb una faldilla curta i va deixar la roba fina dins d'un cofre.
El castell va ser reconstruït i estès cap al sud a finals del segle xvi. Els Fawsydes el van vendre l'any 1631 a un burg d'Edimburg i un comerciant anomenat Hamilton. Al segle xix havia caigut en ruïnes, i estava a punt de ser derrocat completament a la dècada de 1970. No obstant això, el castell va ser comprat i restaurat per Thomas Moodie Craig. L'autor i l'historiador Nigel Tranter van establir la Fa'side Restoration Society el 1970 a través de la Societat St. Andrews d'East Lothian i van introduir Craig al castell el 1975. Després de la investigació, es va descobrir que el nom original del castell era castell de Fawside. Els treballs de restauració iniciats el 1976 es van completar l'any 1982. El castell roman en propietat privada. Faside Estate inclou una granja per a estudis i un negoci d'allotjament i esmorzar.
Construït com a simple torre, de quatre plantes, al segle xv, després dels danys soferts durant la batalla de Pinkie (1547), va ser reconstruït al segle xvi amb  planta en forma de L.